# Noa'h (parasha)
Pour les articles homonymes, voir Noé.
Noa'h (נח – Héb. "il consolera" - francisé en Noé) est le troisième mot (èlè toldot No'ah "voici les générations de Noé") et premier mot distinctif de la parasha et la seconde parasha (section hebdomadaire) du cycle annuel de lecture de la Torah. Elle correspond à Genèse 6:9-11:32.
Les Juifs de la Diaspora la lisent lors du second Shabbat après Sim'hat Torah, généralement en octobre ou en novembre.

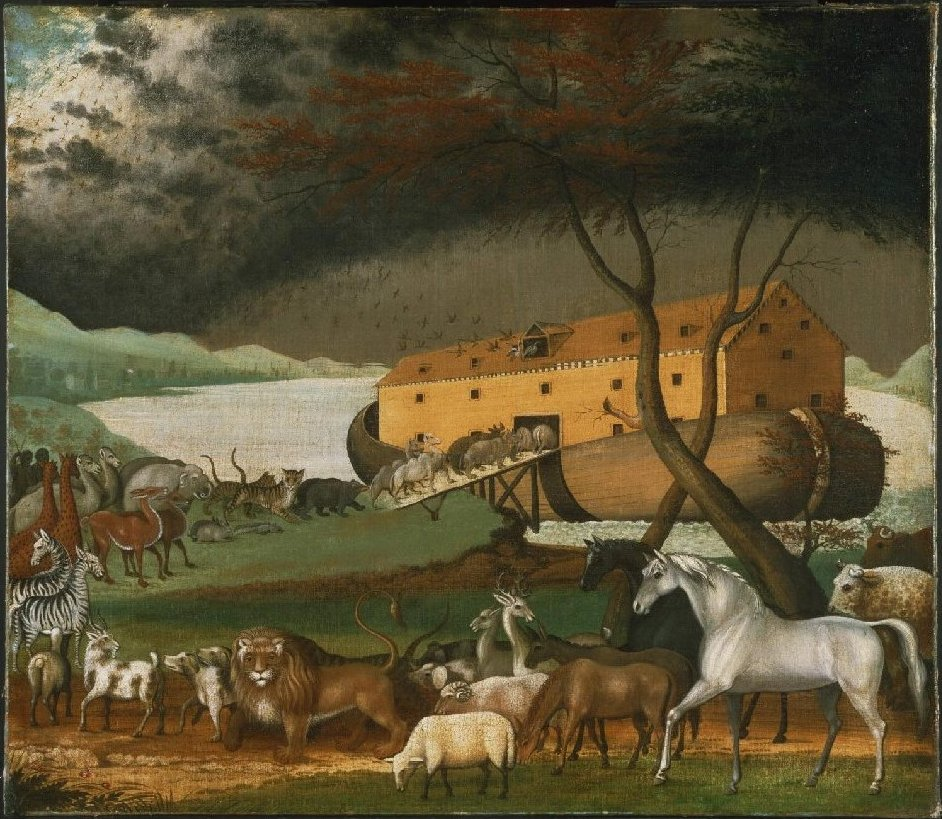
L'Arche de Noé (peinture d'Edward Hicks)

## Résumé
Les premières générations de l'humanité ayant irrémédiablement dégénéré sur les plans moraux et spirituels, entraînant avec eux les animaux et emplissant la terre de violence, perversion et mépris du divin, YHWH Elohim décide d'effacer toute vie par un déluge d'eau. Il charge cependant Noa'h, « homme juste dans sa génération, » de construire une arche pouvant abriter de quoi repeupler la terre après 40 jours et 40 nuits de pluies diluviennes. Lorsque les eaux refluent, les rescapés du Déluge, Noé, ses fils et leurs femmes, sortent de l'arche. Dieu contracte avec eux une alliance, et leur promet de ne plus détruire l'humanité. Cependant, alors que Noé a été intoxiqué par le vin, son second fils, 'Ham, « découvre sa nudité, » et est maudit à travers son fils Canaan. Les fils de Noé engendrent les diverses nations du globe. Certains de leurs descendants construisent une tour s'élevant jusqu'aux cieux afin d'atteindre Dieu, mais Lui descend et provoque la confusion des langues. 
La parasha conclut par l'introduction aux lecteurs/auditeurs d'Abram, ce qui clôt l'histoire commune aux hommes et commence celle du peuple d'Israël. Abram quitte avec sa femme Saraï, son père Tera'h et son neveu, Loth, la ville d'Our Kasdim pour se diriger vers le pays de Canaan, mais ils s'arrêtent en chemin à Harran.

### Divisions de la parasha lors de la lecture synagogale du sabbath
La lecture de la parasha à la synagogue le sabbath est traditionnellement divisée en sept sections, pour lesquelles un membre différent de la congrégation est appelé à lire. La première lecture, le rishon, échoit traditionnellement à un cohen, la seconde, appelée sheni, à un levi, les suivantes à un israël (ni cohen ni levi). La septième section comporte une sous-section, le maftir, qui est lu par la personne qui lira ensuite la haftara.
Les sections de la parashat Noa'h sont:
- rishon: Noé, juste dans sa génération, trouve grâce aux yeux de Dieu, Qui lui prescrit de construire une arche selon ses instructions (Gen. 6:9-22)
- sheni: Dieu dit à Noé de rentrer dans l'arche, ainsi que les animaux. Le Déluge commence, alors que Noé a 600 ans (Gen. 7:1-16)
- shlishi: les eaux gonflent pendant 40 jours et 40 nuits, anéantissant toute vie terrestre en dehors de l'arche. Les eaux diminuent ensuite progressivement; l'Arche s'échoue sur le mont Ararat. Noé envoie un corbeau puis une colombe, qui revient avec un rameau d'olivier (Gen. 7:17 - 8:14)
- revi'i: Noa'h et sa famille sortent de l'arche, et font des offrandes à Dieu, Qui établit une alliance avec eux (Gen. 8:15-9:7)
- hamishi: Dieu promet de ne plus détruire le monde et désigne l'arc-en-ciel comme symbole de l'alliance (Gen. 9:8-17)
- shishi: Noé plante une vigne et s’enivre. Son fils Ham découvre sa nudité, et est maudit pour cela. Noé bénit ses deux autres fils. La liste des engendrements de Ham, Yafet, et Canaan est établie (Gen. 9:18-10:32)
- shevi'i: la Tour de Babel, et l'Empire de Nimrod; liste des engendrements de Sem à Abram (Gen. 11:1-32)
  - maftir: Abram prend pour femme Saraï, qui est stérile. Tera'h prend son fils Abram, la femme de celui-ci, Saraï, et le fils de son fils Haran, Loth, pour faire route vers Canaan, mais s'arrête à Haran (Gen. 11:28-32)

### Divisions de la parasha lors de la lecture synagogale du lundi et du jeudi
Une lecture publique de la parasha fut instaurée par Ezra le Scribe le lundi et le jeudi à la synagogue. Cette lecture, sensiblement plus courte, ne comprend que trois sections, la première réservée au cohen, la seconde au levi, la troisième à un israël
- Section du cohen: Bereshit 6:9-16[5]
- Section du levi: Bereshit 6:17-19[5]
- Section de l'israël: Bereshit 6:20-22[5]

### Maqam
Un maqam est un système de modes musicaux utilisé dans la musique arabe mélodique classique. Les juifs originaires des pays orientaux (Afrique du Nord, Syrie) s'en sont inspirés, et adaptent la mélodie de la liturgie du Shabbat en fonction du contenu de la parasha de cette semaine. Ils emploient 10 maqam différents, possédant chacun son usage propre.
Le maqam utilisé lors du sabbath au cours duquel on lit la parashat Noa'h est le Maqam Sigah, qui implique l'existence d'une lecture spéciale dans la parasha, en l'occurrence la construction de l'arche. Certains chantent selon la maqam Bayat, le maqam pour des sabbaths associés à des évènements particuliers, car la parashat Noa'h est toujours lue avant la néoménie du mois de Heshvan. Le maqam Sabah, symbolisant une alliance, aurait également pu convenir, mais il est employé pour la parashat Lekh Lekha, et l'on préfère éviter la redondance.

## La parashat Noa'h dans l'interprétation rabbinique
La Mishna estime à propos de la génération du Déluge et celle de la Dispersion (après la Tour de Babel) qu'elles étaient si mauvaises qu'elles n'ont absolument aucune part au monde à venir (Sanhédrin 10:3.)
Les Sages du Midrash (Bereshit Rabba) déduisent de l'ensemble de la parasha ayant trait aux hommes et aux femmes (notamment 6:18, 7:7 pour la séparation des sexes, 8:17-18 pour leur réunion) que l'union charnelle fut prohibée durant le Déluge, car le monde était en peine (B"R sur 7:7). Selon le T.B. (Sanhédrin 108b), trois transgressèrent cet interdit : le chien, le corbeau et 'Ham, et tous trois en furent châtiés : le chien fut voué à la laisse, le corbeau à cracher [sa graine dans le bec de son congénère], et 'Ham fut marqué dans sa peau [qui devint noire].
Selon la Tosefta Demaï 2:24, les Rabbanim ont tiré de  9 les sept lois noahides. La Tosefta instruit donc les Israélites de ne pas les violer. Toutefois, selon le Talmud Sanhédrin 56b, les sept lois sont tirées de Gn 2,16.
Rabbi Shimon ben Eleazar déduit du verset Gn 9,2 que même l'enfant d'un jour ne doit pas être gardé car il effraye les petits animaux, mais que même le corps du géant Og de Bashan doit être gardé des petits animaux (Tosefta Shabbat 17:19, T.B Sanhédrin 91, Shabbat 151.).
Rabbi Akiva enseigne dans les Pirke Avot (mishna 3:14) que la valeur de l'humanité a été démontrée par leur création à l'image de Dieu, et que c'était un plus grand acte d'amour encore d'avoir porté ce fait à sa connaissance (dans Gn 9,6). 
Rabbi Akiva dit aussi que quiconque verse le sang diminue l'image divine. (Tosefta Yevamot 8:7.) 
Rabbi Eleazar ben Azariah et Shimon Ben Azzai disent tous deux que l'image de Dieu est diminuée lorsqu'on n'a (volontairement) pas d'enfant, ainsi qu'il est démontré par la proximité de la notice de la création de l'homme à l'image de Dieu (Gn 9,6) et la prescription de fructifier et se multiplier (Gn 9,7). (Tosefta Yevamot 8:7.)
Rabbi Meïr enseigne que, bien qu'il soit certain que Dieu n'engloutira plus jamais le monde avec l'eau (Gn 9,11), Il pourrait le faire par le feu et le soufre, comme Il l'a fait pour Sodome et Gomorrhe. (Tosefta Taanit 2:13.)
Les Pirke Avot (mishna 5:6) enseignent que l'arc-en-ciel (de Gn 9,13) fut l'une des dix créations miraculeuses de Dieu au sixième jour de la création, au crépuscule du soir du Shabbat. 
Il existe à ce sujet une divergence d'opinions entre Rabbi Yosse et Rabbi Yehouda à propos des versets de remémorance de l'arc-en-ciel (Gn 9,15–16) : eût-il fallu les dire ensemble ou séparément ? (Tosefta Rosh Hashana 2:14.)
Le Talmud déduit deux explications possibles (attribuées à Rav et Shmouel) de ce que 'Ham put faire à Noa'h pour engendrer la malédiction de celui-ci sur Canaan. (T.B Sanhedrin 70a.). Selon l'une des explications, 'Ham aurait castré Noa'h, tandis que l'autre pense que 'Ham aurait sexuellement abusé de lui.
L'argument textuel pour la première explication est que Canaan était le quatrième fils de 'Ham, alors que Noa'h n'en avait que trois -- 'ce que 'Ham aurait fait à Noa'h blessait le "quatrième fils" de celui-ci, ou celui qu'il aurait pu avoir, si 'Ham ne l'avait pas émasculé.
Quant à l'argument pour la seconde explication, il repose sur une analogie textuelle entre deux “et [il] vit” dans la Bible: à propos de 'Ham et Noa'h, il est écrit “Et 'Ham le père de Canaan, vit la nudité de son père” ; dans Gn 34,2, il est dit “Et lorsque Shechem le fils de Hamor la vit (Dinah), il la prit etc.” Le Sage déduit donc qu'un abus similaire dut se produire chaque fois que la Bible use du même vocable (Voir aussi Bereshit Rabba 36:7; Vayikra Rabba 17:5.)
Une troisième explication pourrait être que 'Ham aurait couché avec la femme de Noa'h : dans le chapitre 18 du Lévitique, coucher avec la femme de son père est en effet appelé “découvrir la nudité de son père”
La Tosefta enseigne que les hommes de la Tour de Babel agirent avec arrogance envers Dieu seulement parce que Dieu avait été bon avec eux (Gn 11,1–2) en leur donnant une seule langue et en leur permettant de s'établir à Shinar. Et comme le terme “s'installer” signifie dans une autre occurrence “manger et boire” (cf. Ex 32,6), ce manger et boire est ce qui les conduisit à formuler (dans Gn 11,4) qu'ils voulaient construire la Tour. (Tosefta Sotah 3:10.)

## Commandements
La Torah comporte, selon la tradition rabbinique, 613 prescriptions. Différents sages ont tenté d'en établir un relevé dans le texte biblique.
Selon l'un de ces computs les plus célèbres, le Sefer Hamitzvot et de Moïse Maïmonide, la parashat Noa'h comporte une prescription positive:
- Il est obligatoire de fructifier et se multiplier (Gn 9,7.)

Toutefois, le Sefer HaHinoukh rattache ce commandement à Gn 1,28., et la parashat Noa'h ne comporte selon lui aucun commandement.
Sur les sept commandements noachides, voir Lois noahides

## Haftara
La haftara est une portion des livres des Neviim ("Les Prophètes") qui est lue publiquement à la synagogue après la lecture de la Torah. Elle présente généralement un lien thématique avec la parasha qui l'a précédée.
La haftara pour la parashat Noa'h est:
- selon les rites ashkénazes, yéménites, et maghrebim: Isaïe 54:1–55:5
- selon le rite sépharade: Isaïe 55:1–10
- selon le rite sfard: Isaïe 54:1-10
- selon certaines communautés yéménites: Isaïe 54:1–55:3
- pour les Italkim: Isaïe 54:1–55:5
- pour les karaïtes: Isaïe 54:9–55:12

Comme la parasha (Gn 6,18, 9:8–11), la haftara ( ) fait référence de façon immédiate à l'alliance de Dieu avec Noa'h, et sa promesse de ne plus jamais détruire la terre par un déluge. Comme dans la parasha (Gn 6,13), Dieu se met en colère devant la transgression des hommes ( ), jusqu'à saturation les deux textes utilisant l'expression « plus ... de (lo 'od) » Gn 9,11 & 15; 54,10 & 55:3.). La « droiture » des enfants d'Israël ( 54,14) fait écho à celle de Noa'h en son temps (Gn 6,9.)
Lorsque la parashat Noa'h coïncide avec le Shabbat HaHodesh (sabbath de la néoménie, comme ce fut le cas en 2008), on lit Isaïe 66, qui évoque le culte lors de la nouvelle lunaison.